# Stanford Encyclopedia of Philosophy
L'Enciclopèdia de Filosofia de Stanford (SEP) és una enciclopèdia en línia, creada i mantinguda per la Universitat Stanford, que combina elements de publicacions acadèmiques i d'enciclopèdies en línia de lliure accés. Cadascuna de les entrades està redactada i mantinguda per un expert en el camp, incloent-hi professors de diverses institucions acadèmiques de tot el món. Els autors que contribueixen a l'enciclopèdia cedeixen a la Universitat Stanford el dret de publicar els seu articles, però en reserven la resta de drets d'autor.

## Enfocament i història
El 5 d'agost de 2022, el SEP tenia 1.774 entrades publicades. A banda de ser una enciclopèdia en línia, utilitza l'enfocament acadèmic tradicional de la majoria d'enciclopèdies i revistes acadèmiques per assolir la qualitat desitjada amb la col·laboració d'autors especialitzats seleccionats per un editor o un comitè editorial competent (sense estar necessàriament especialitzats) en l'àmbit de què tracta l'enciclopèdia i la revisió per experts.
L'enciclopèdia va ser creada l'any 1995 per Edward N. Zalta, amb l'objectiu manifest d'establir una enciclopèdia dinàmica que s'actualitzés periòdicament, i, per tant, no quedés desactualitzada com les enciclopèdies impreses tradicionals. La naturalesa de l'enciclopèdia permet que articles rivals sobre un mateix tema reflecteixin desacords raonats entre els estudiosos. Inicialment, el SEP es va desenvolupar amb finançament públic dels Estats Units de la National Endowment for the Humanities i la National Science Foundation. Un pla de recaptació de fons a llarg termini per preservar l'accés obert a l'enciclopèdia compta amb el suport de moltes biblioteques universitàries i consorcis de biblioteques. Aquestes institucions contribueixen en virtut d'un pla dissenyat pel SEP en col·laboració amb la Scholarly Publishing and Academic Resources Coalition, la International Coalition of Library Consortia i la Southeastern Library Network, amb un finançament equivalent de la National Endowment for the Humanities.